# Église Saint-Nicolas de Cluses
L'église Saint-Nicolas de Cluses est uns ancienne église paroissiale catholique, situé dans le faubourg Saint-Nicolas de la commune de Cluses, dans le département de la Haute-Savoie. L'édifice était dédié à saint Nicolas.

## Situation
L'édifice est situé dans le faubourg Saint-Nicolas de la commune de Cluses, dans le département de la Haute-Savoie.

## Historique
Dans l'église construite en 1733, une inscription murale indique que l'église primitive remonterait au VIIIe siècle, bien qu'aucune source ne permette d'affirmer ou de confirmer celle-ci. La mention du premier curé connu de la  paroisse remonte à 1247.
La paroisse accueille un couvent des Cordeliers vers 1471. L'église du couvent, dédiée à saint Nicolas-des-Franciscains-de-l'Observance est consacrée en 1485.
La nécessité de reconstruire l'église Saint-Nicolas au XVIIIe siècle pose la question de son nouvel emplacement. Certains ont pensé à la déplacer sur l'emplacement d'une maison dans un état vétuste du marquis de Cluses au roc de Chessy, mais celui-ci s'y opposa,. Toutefois, la majorité de paroissiens ont décidé du maintien de l'emplacement initial pour la reconstruction. Le début des travaux commence en 1733 jusqu'en 1735. Le clocher est édifié en 1736. L'église est consacrée par l'évêque de Genève, Jean-Pierre Biord, en 1766.
Durant l'occupation du duché de Savoie, lors de la période révolutionnaire française, le clocher est démantelé.
En 1847, l'église Saint-Nicolas étant dans un état déplorable, c'est l'église des Cordeliers qui devint l'église paroissiale,. La ville possède une troisième église.
L'église vétuste est délaissée puis vendue en 1888 à un fabricant d'horlogerie, Louis Carpano. Au début des années 1980, elle sert d'entrepôt et a perdu son clocher.

## Description
L'église comportait trois nefs.